# Yngre nysvenska
Yngre nysvenska var det svenska språk som talades och utvecklades under en period som börjar 1732 och vars slutdatum kan sättas till antingen utgivandet av Röda rummet 1879 eller till stavningsreformen 1906, varefter nusvenskan tar över.
I december 1732 gav Olof von Dalin ut det första numret av tidningen Then Swänska Argus. Den innehåller satirer och kåserier och för första gången publicerades text skriven med ledigare stil.
Under den yngre nysvenska perioden genomgick det språk som under den äldre nysvenska perioden blivit riksspråk en omfattande standardisering, mycket tack vare den Svenska Akademien som instiftades 1786.
Man försökte också kontrollera de lånord som kom in från franskan och andra språk. En ledamot av Svenska Akademien, Carl Gustaf af Leopold, skrev en avhandling där han försökte göra just detta. Exempel på franska lånord som kom in i svenskan under denna tid är batalj (bataille), fåtölj (fauteuil), löjtnant (lieutenant) och publik (publique). 
Från 1874 kom Svenska Akademiens ordlista ut med ojämna mellanrum och efter ett tag blev den standard för stavning och böjning i det svenska språket. Rent generellt blev det svenska språket mer använt under 1800-talet, eftersom man införde det i skolor och universitet. Detta ledde till att språket blev enklare och att svenskar lättare förstod varandra. Skriften påverkades inte längre av dialekter. 
I slutet av 1800-talet hade Sverige fått flera skönlitterära författare som levde på att skriva, till exempel August Strindberg och Selma Lagerlöf. Detta påverkade givetvis skriftspråket, precis som de många dagstidningar som började dyka upp, även om deras påverkan var mycket större på 1900-talet, under nusvenskans tid.

## Ortografi
Stavningsdebatten under 1700-talet var mycket livlig och trots att många var missnöjda med den oreda som fanns i ortografin kom inga initiativ till standardisering från centralt håll. Istället var det aktörer som Vetenskapsakademien och Vetenskapssocieteten som drev frågan. En av Sveriges ledande boktryckare, Lars Salvius, spelade en stor roll genom att i sitt tryckeri omsätta nyare varianter i praxis. I och med att de förverkligades på tryckerier blev många idéer accepterade även av tidigare kritiker.
Några decennier in på 1700-talet råder stor enhetlighet inom följande:
- Dubbeltecknade vokaler (een, öö) har slutat förekomma.
- dh och th som först användes för att skriva de fornsvenska frikativorna har försvunnit ur skrift.
- z är inte längre ett tecken för s.
- Inskott av b och p förekommer inte längre i ord som gam(b)la.
- ij förekommer inte längre.
- i byttes mot j eller försvann i ord som giöra, kiämpe, kiöpa, siö m.fl.
- qu byttes mot qv

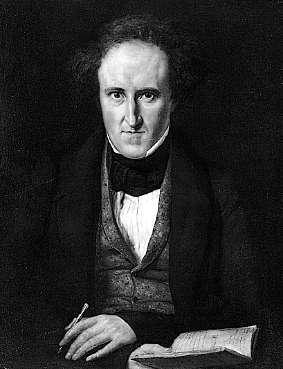
Carl Jonas Love Almqvist

Nästa steg inom ortografins utveckling togs av Svenska Akademien som vid sin instiftande fick i uppdrag att ta fram en ordbok och en grammatik som skulle bidra till "stadga och befordran af god smak". Akademien anslöt sig ursprungligen till den ålderdomliga stavningen i 1734 års lag men gav ledamoten Carl Gustaf af Leopold i uppdrag att ta fram ett förslag till ny stavningsstandard. Förslaget, som lades fram 1801, innehåller bland annat regler för dubbelteckning av konsonanter som liknar den nutida svenskans (alt blev allt, at blev att, et blev ett, o.s.v.) samt försvenskning av franska lån (till exempel bataille → batalj). Förslaget gillades av kungen och akademien. Carl Jonas Love Almqvist publicerade 1829 en rättstavningsbok som tack vare sin korthet och enkelhet var mycket viktig för reglernas genomslag.
Under artonhundratalets mitt blev skandinavismen allt viktigare för den ortografiska debatten. Under ett möte 1869 med representanter från Norge, Sverige och Danmark diskuterades en reform som skulle få stavningen och uttalet i länderna att närma sig varandra. (Carl Gustaf af Leopolds förslag hade mer utgått från att standardisera etablerat bruk än från faktorer utanför skriftspråket.) De radikala förslag som lades fram fick dock inget gehör i den ordlista som Svenska Akademien lade fram 1874. Det blev upptakten till sekelskiftets språkdebatt och stavningsreform.

## Morfologi
Under 1700-talet förespråkade många grammatiker att man skulle införa -it i supinum och ha -et i participen. Fördelningen lärdes ut i skolorna och slog igenom på 1800-talet – ett bra exempel på framgångsrik språkplanering.
Konstruktion med bara framförställd definit artikel (den man) dog ut kring mitten av 1700-talet. Därefter användes den bara som ett arkaiserande drag i poesi. Användandet av indefinit artikel (en kvinna) nådde nusvensk nivå under 1700-talet.

## Syntax
Under 1700-talet försvann OV-ordföljden (objekt före infinit verb, Jag har henne älskat.) Bruket att placera verbet först i huvudsatser när man radar händelseförlopp på varandra (narrativ inversion) försvann också ur skriftspråket. Den bisatsordföljd som gäller för nutida svenska blev norm. Svenskan fick även subjektstvång.